# Jüdischer Friedhof (Sudheim)

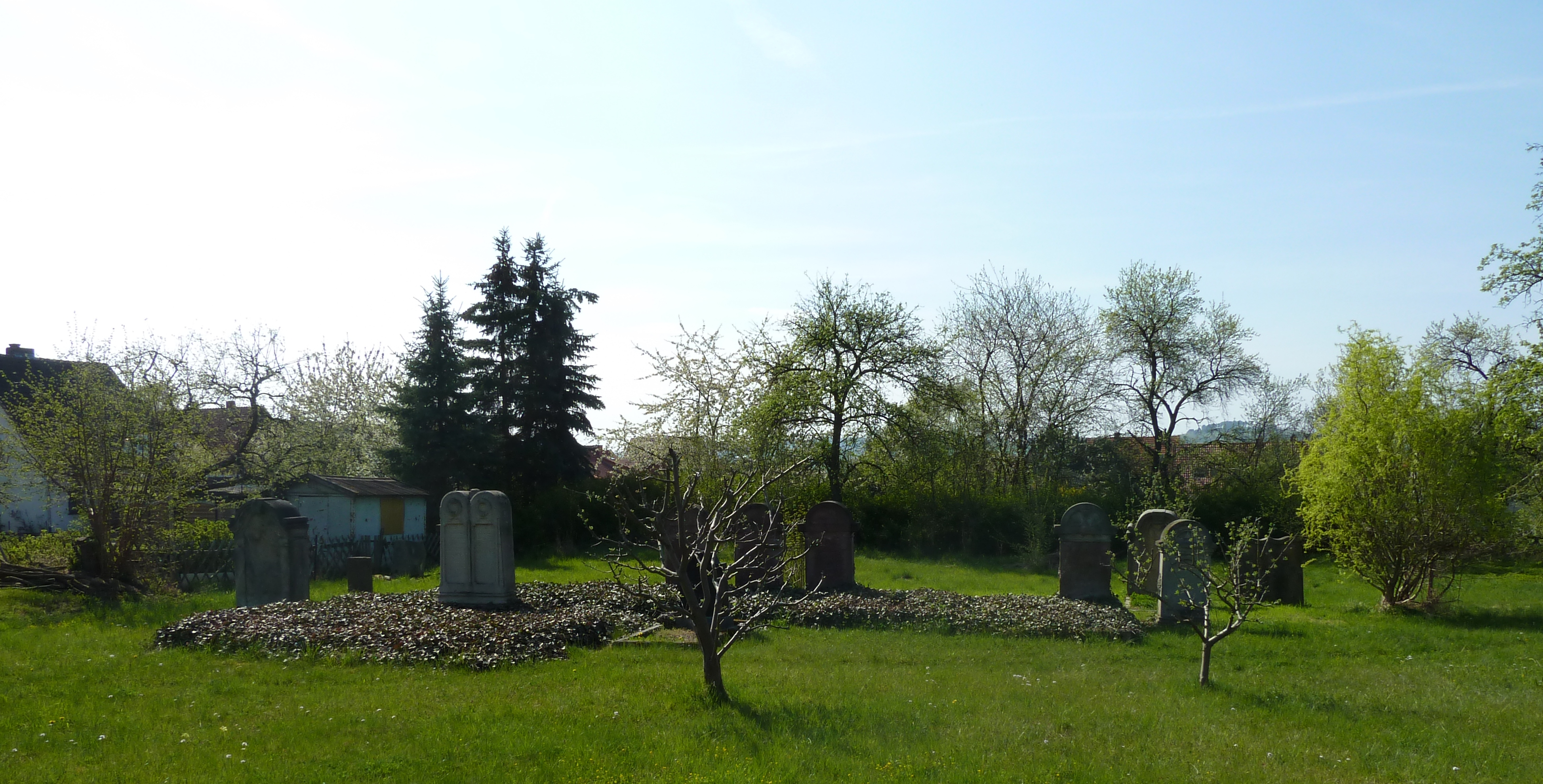
Jüdischer Friedhof Sudheim

Der Jüdische Friedhof Sudheim ist ein jüdischer Friedhof in Sudheim, einem Ortsteil von Northeim, der Kreisstadt des Landkreises Northeim in Südniedersachsen. Er ist ein geschütztes Kulturdenkmal.
Der Friedhof, der von 1834 bis 1912 belegt wurde, befindet sich in der Lange Straße / Ecke Worthweg. Es sind 19 Grabsteine vorhanden.